# Sredna Gora
Sredna Gora (bułg. Средна гора, tur. Orta Dağ) – łańcuch górski w systemie Bałkanu w środkowej Bułgarii. 
Łańcuch Srednej Gory przebiega przez środkową Bułgarię z zachodu na wschód, w przybliżeniu równolegle do Starej Płaniny, 30-40 km na południe od niej. Łańcuch ma około 285 km długości i maksymalną szerokość 50 km. Sredna Gora rozciąga się od przełomu rzeki Iskyr koło Panczarewa (Panczarewski prołom) na zachodzie do rzeki Tundża na wschodzie. Od północy graniczy z ciągiem Kotlin Zabałkańskich, od południa opada w Nizinę Górnotracką. Kilka pasm na zachodzie Srednej Gory wiąże ją z sąsiednimi łańcuchami: góry Gyłybec, Straża, Koznica i Meżdenik – ze Starą Płaniną, a wzgórza Szumnatica i Szipoczan – z Riłą. Za granicę z Riłą przyjmuje się zwykle przełęcz Borowecka Sedłowina i Władiszką Rekę – dopływ Maricy.
Sredna Gora jest łańcuchem gór średnich – najwyższy szczyt Golam Bogdan ma 1604 m n.p.m. Góry są zbudowane głównie ze skał metamorficznych z niewielkim udziałem granitów i sjenitów, zdarzają się również wulkaniczne andezyty. W Srednej gorze odkryto znaczne złoża rud miedzi. Liczne są źródła wód mineralnych. 
Sredna Gora niemal w całości leży w zlewni Maricy, tylko północno-zachodni skraj jest odwadniany przez Iskyr, należący do dorzecza Dunaju. 
Sredna Gora dzieli się na trzy części, rozdzielone przełomowymi odcinkami dolin rzecznych: 
- zachodnią, między dolinami Iskyru i Topołnicy – Ichtimanska Sredna Gora,
- środkową, między dolinami Topołnicy i Strjamy – Sysztinska Sredna Gora,
- wschodnią, między dolinami Strjamy i Tundży – Syrnena Gora.